# Rafael Pinedo
Rafael Pinedo (Buenos Aires, 1954-diciembre de 2006) fue un escritor e informático argentino.
Autor de tres novelas, Pinedo es considerado un autor de culto. Su obra se caracteriza por una prosa sencilla y poética, con tramas postapocalípticas de una intensa crudeza tanto física como moral, y de inicios y finales abiertos. Pinedo consideraba a sus tres novelas una «trilogía sobre la destrucción de la cultura».

## Biografía
Nació en Buenos Aires, Argentina, en 1954. Estudió en la Facultad de Ciencias Exactas y Naturales de la Universidad de Buenos Aires y se graduó y ganó la vida como informático. Comenzó a escribir precozmente, pero con 18 años quemó toda su producción literaria hasta entonces y no volvió a escribir hasta 1994, cuando tenía 40 años.
Su primera novela, Plop (2002), recibió en el año 2002 el Premio Casa de las Américas, El jurado, integrado por Alberto Laiseca, Alexis Díaz Pimienta, Edmundo Paz Soldán, Ignacio Fernando Padilla Suárez y Jorge Franco Ramos llamó a la novela «extraña», «desconcertante» y «original».
Pinedo falleció en 2006.

## Obra

### Novelas
- 2002: Plop
- 2004: Frío
- 2006: Subte

## Premios
- 2002: Premio Casa de las Américas por Plop